# Héctor Blotto
Héctor Blotto – piłkarz argentyński, pomocnik.
Jako gracz klubu Estudiantes La Plata wziął udział w turnieju Copa América 1937, gdzie Argentyna zdobyła tytuł mistrza Ameryki Południowej. Blotto zagrał tylko ostatni kwadrans meczu przeciwko Peru. W 84 minucie urugwajski sędzia Aníbal Tejada wyrzucił z boiska pomocnika reprezentacji Argentyny Antonio Sastre. Blotto bez pozwolenia sędziego, zastąpił Sastre na boisku. Po meczu Peru złożyło protest, który został odrzucony przez władze CONMEBOL.
Blotto wziął udział w dwóch wygranych meczach z Paragwajem (3:1 i 4:0), które dały Argentynie zwycięstwo w turnieju Copa Rosa Chevallier Boutell 1940.
Wciąż jako gracz klubu Estudiantes wziął udział w turnieju Copa América 1942, gdzie Argentyna została wicemistrzem Ameryki Południowej. Blotto zagrał tylko w jednym meczu - wygranym przez Argentynę 4:3 spotkaniu z Paragwajem.
Blotto grał także w klubach CA Vélez Sarsfield i Gimnasia y Esgrima La Plata. W reprezentacji Argentyny zagrał łącznie w 6 meczach.